# Zygmunt Anczok
Zygmunt Anczok (n. 14 martie 1946, Lubliniec, Voievodatul Silezia, Polonia) este un fotbalist polonez, medaliat olimpic. A participat la o ediție a Jocurilor Olimpice (1972) în care a câștigat o medalie de aur.

## Participări
Lista de mai jos prezintă principalele competiții la care a participat Zygmunt Anczok de-a lungul carierei.
- Olympische Sommerspiele 1972/Fußball[*]